# Cao Kun
Cao Kun (chino tradicional: 曹錕; chino simplificado: 曹锟; pinyin: Cáo Kūn; Wade-Giles: Ts'ao K'un; nombre de cortesía: Zhongshan (仲珊), 12 de diciembre de 1862-15 de mayo de 1938) fue un jefe militar chino del bando Zhili del Ejército de Beiyang y presidente de la República de China.

## Comienzos
Nació de una familia pobre en Tianjin. Comenzó como vendedor de ropa usada, uno de los muchos caudillos militares de la reṕublica de origen humilde. Durante la primera guerra sino-japonesa en 1894, se unió al ejército y luchó en Choson. A diferencia de muchos de los caciques militares de comienzos de la reṕublica, Cao provenía del antiguo ejército imperial y sólo más adelante ingresó en la nueva formación militar que estaba creando Yuan Shikai.
Tras la guerra, se unió a Yuan Shikai para participar en el entrenamiento del Ejército de Beiyang. Admirado por Yuan, Cao ascendió rápidamente en el ejército. En 1906, sucedió al que sería durante años su subordinado, Wu Peifu, al frente de la 3.ª División.
En 1912 sustituyó a Duan Qirui al mando de la 3.ª División, que más tarde formó el núcleo de las fuerzas de la camarilla de Zhili que llegó a encabezar.
Durante la revolución de Xinhai de 1911 mandaba la división que recibió órdenes de Yuan Shikai de marchar contra los alzados en octubre. Una confabulación para entregar la división a los revolucionarios fue descubierta por un subalterno de Cao, Wu Peifu, que se ganó la confianza de Cao y más tarde formaría parte de la misma camarilla militar.
Cao, junto con Wu, participaron en el aplastamiento de la Segunda Revolución y sirvieron a Yuan durante todo su periodo en el poder, incluyendo su intento fallido de restauración. En septiembre de 1916, fue nombrado gobernador militar de la provincia de la capital, Zhili, convirtiéndola en su base de poder. El mando de su división pasó entonces a su subordinado Wu Peifu. A pesar de ser oriundo de Zhili, en esta época Cao competía con el fundador de la camarilla de Zhili, Feng Guozhang, y respaldaba más bien a su rival Duan Qirui, que le había concedido el gobierno militar de su provincia. Tras tomar el control de la provincia, comenzó un programa de alistamiento acelerado, multiplicando por tres las tropas a su mando en dos años. El programa quedó en manos de Wu Peifu, que reforzó su poder pero solo a la sombra de Cao, que mantenía el control de las tropas.

## La guerra contra el gobierno de Cantón
Tras la muerte de Yuan y al comenzar la rivalidad entre Feng Guozhang y Duan Qirui Cao, como el caudillo militar de las provincias manchúes, Zhang Zuolin, se alió con Duan.
Durante las disputas entre Feng Guozhang y Duan Qirui sobre la mejor manera de recuperar la unión con las provincias del sur, alzadas contra el gobierno de Pekín tras la disolución del parlamento y el intento de restauración de Zhang Xun en el verano de 1917, Cao, gobernador militar (Wade-Giles, tuchun) de Zhili y con el control de parte de la única línea férrea que podía transportar tropas hasta el frente en Hunan, parecía la persona adecuada para lograr la reunificación forzosa que deseaba Duan para aumentar su poder. Cao, junto con Zhang Zuolin, participó en la conferencia de gobernadores militares convocada por Duan el 3 de diciembre de 1917 tras su dimisión como primer ministro para forzar a Feng a ordenar la campaña militar contra las provincias rebeldes que deseaba.
Cao, indeciso y dependiente del consejo de sus subordinados, apoyó la solución militar hasta abril de 1918, cuando su principal lugarteniente y comandante de la principal unidad del frente del sur, Wu Peifu, insatisfecho con el reparto de cargos por Duan que le había dejado de lado, se negó a continuar avanzando más allá de Henzhou, recién capturada. Entonces la actitud de Cao hacia Duan se volvió ambigua, lo que redujo las posibilidades de este de lograr la conquista del sur y con ello el respaldo necesario para suceder a su rival Feng en la presidencia de la república en octubre de 1918, cuando acababa el mandato de este.
En junio los seguidores de Cao trataron de incitarle a continuar el avance en el sur nombrándole comisionado (Wade-Giles, ching-lueh-shih) de Guangdong, Sichuán, Hunan y Jiangxi e insinuando que podría reservársele el cargo de vicepresidente en el próximo relevo de cargos de otoño. Cao aceptó el trato pero no logró convencer a Wu para que continuase la campaña. Cao impuso entonces unas condiciones imposibles al Gobierno para proseguir la campaña, sin negarse a hacerlo para seguir manteniendo sus posibilidades de lograr la vicepresidencia pero sabiendo que no podrían cumplirse y no habría de partir hacia el sur para retomar la campaña militar. Esto anuló las posibilidades de Duan de lograr la presidencia, a pesar de su control del parlamento. Paulatinamente, las relaciones entre Cao y Duan se enturbiaron y Cao pasó a encabezar la camarilla Zhili, rival de la Duan.
Sin lograr la derrota del sur, durante la elección de 1918, la vicepresidencia permaneció vacante cuando la mayoría de la Asamblea Nacional, del Club Anhui se retirara del pleno, sin lograrse el cuórum.

## A la cabeza de la camarilla de Zhili

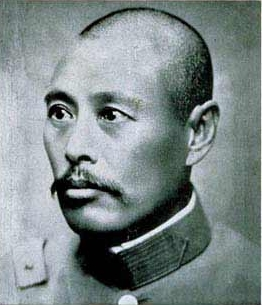
Wu Peifu, principal estratega y supuesto subordinado de Cao, fue creciendo el enfrentamiento con este aunque la rivalidad con Zhang Zuolin evitó un conflicto abierto entre ambos.

Encabezó la camarilla de Zhili tras la muerte de Feng Guozhang en 1919. La extensión del poder de Xu Shuzheng, general cercano a Duan, en Mongolia, en la segunda mitad de 1919 alarmó a Cao y a Zhang Zuolin, cuyas provincias lindaban con los nuevos territorios controlados por Duan. Cao y Zhang decidieron respaldar a un rival de Xu dentro de la camarilla de Anhui para debilitar a esta. El 23 de junio de 1920 Zhang, Wu y Cao mantuvieron una conferencia secreta en Baoding para tramar para defenestrar a la camarilla de Anhui, exigiendo la renuncia del principal apoyo militar de Duan Qirui, Xu Shuzheng y movilizando las tropas de las dos camarillas a lo largo de las principales líneas férreas de la capital (Pekín-Hankou y Pekín-Tianjin).
Tras la derrota de Duan en la guerra Zhili-Anhui, Cao salió reforzado, recibiendo el puesto de comisionado de inspección de Zhili, Shandong y Henan.
En el enfrentamiento entre Zhang Zuolin y Wu Peifu en la primavera de 1922 Cao trató de mantenerse al margen y evitar la confrontación abierta con Zhang, con el que ahora le unía una alianza sellada con un matrimonio entre sus familias. Su intento de mediación entre Wu y Zhang fracasó. Cao pasó entonces a respaldar a Wu, decidido a enfrentarse a Zhang.
Wu relevó del gobierno civil de Zhili al hermano de Cao, favorable al entendimiento con Zhang Zuolin, lo que no mejoró las relaciones entre ambos.

### Rivalidad con Wu Peifu
Tras la derrota de Zhang en la primera guerra Zhili-Fengtian de mayo de 1922 se intensificó la rivalidad entre ambos caudillos. El objetivo de los partidarios de Cao era desbaratar la creciente influencia política de Wu y conseguir la presidencia de la república para Cao. La fuerza de Cao se basaba en su posición como veterano de la camarilla y figura respetada como tal, a pesar de su conocida incompetencia militar, al contrario que Wu. Al comienzo, dada la preponderancia militar de Wu, este pudo formar un gobierno a su gusto, que Cao hubo de aceptar, al no contar aún con el respaldo del resto de caudillos de la camarilla.

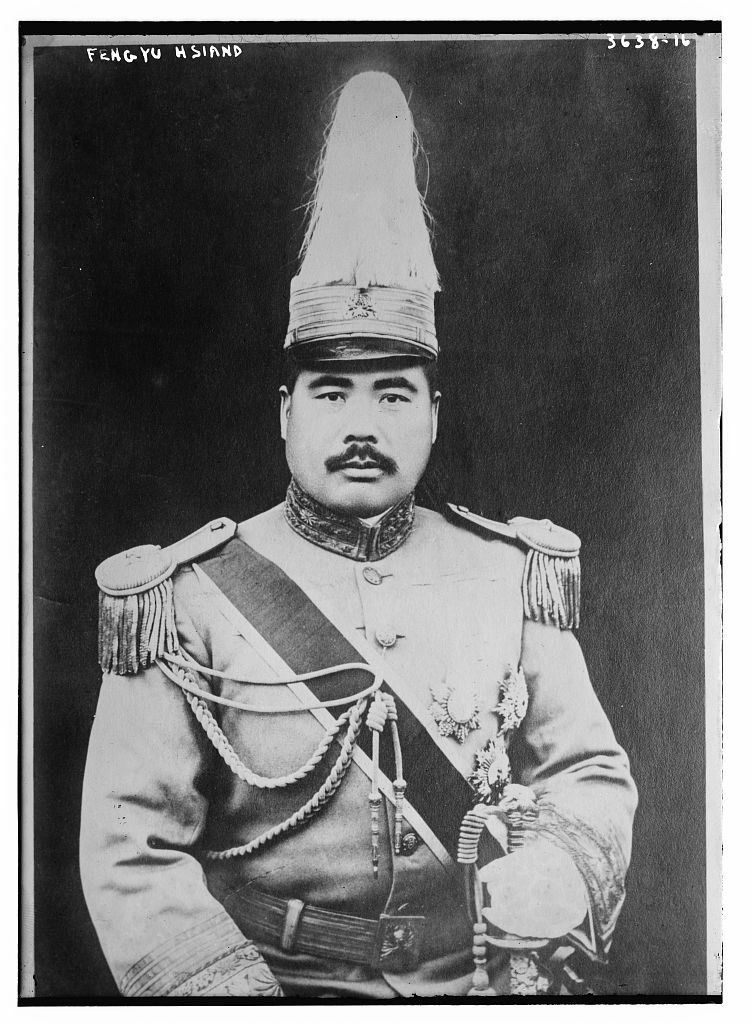
Feng Yuxiang, miembro de la camarilla de Zhili, comenzó respaldando a Cao contra Wu Peifu y participando en sus maniobras para lograr la presidencia de la república para acabar traicionándolo y arrestándolo durante la segunda guerra Zhili-Fengtian

Al comienzo, y como gesto de teórica reconciliación con el sur, los caudillos de Zhili entregaron la presidencia al expresidente Li Yuanhong, como forma de deshacerse de Xu Shichang, que se había convertido en un títere del derrotado Zhang Zuolin, y de minar la legitimidad del gobierno de Cantón, al restaurarse el parlamento disuelto de 1917 a la vez que regresaba el presidente de entonces. Li era, sin embargo, más el candidato de Wu, tolerado temporalmente por Cao como figura de prestigio, que de este.
Cao deseaba desde finales de 1922 alcanzar la presidencia de la república. Al menos desde octubre sus emisarios habían comenzado a comprar los votos de los diputados que habían de elegir al nuevo presidente al año siguiente. Cao ya no necesitaba a Li Yuanhong porque Sun Yatsen, que había logrado retomar el control de Cantón y se había proclamado mariscal de un nuevo gobierno militar, ya no defendía la vuelta a la Constitución de 1912, razón por la que la camarilla de Zhili le había entregado la presidencia. Wu Peifu se oponía a la elección forzada de Cao pero este recibió el apoyo del resto de la camarilla, que recelaba del creciente poder de Wu. En enero de 1923, gracias al apoyo de los caudillos de la camarilla, Cao pudo forzar la destitución del último gobierno formado por partidarios de Wu y sustituirlo por uno a su hechura.
A comienzos de junio de 1923 orquestó una serie de maniobras que obligaron a Li a abandonar la capital y en la práctica la presidencia. Los manejos de Cao, que prometió 5000 yuanes por voto en la elección presidencial, desprestigiaron el cargo. La venta de los parlamentarios a Cao y su negociación de sobornos y sinecuras con este llevaron a una pérdida de confianza de la opinión pública del modelo constitucional defendido desde comienzos de siglo como solución para los males del país. Su elección mediante la compra de los votos del parlamento también recibió la censura de la prensa occidental.
A pesar de la resistencia de ciertos parlamentarios, Cao fue elegido presidente de la república el 5 de octubre de 1923, con 480 votos de 590. El 10 tomó posesión del cargo y la constitución, que llevaba años siendo redactada, fue finalmente promulgada.

### Presidente de la república
No obstante, Cao Kun había conseguido a la presidencia mediante el soborno de los miembros de la asamblea. Este suceso ocasionó la ruptura del gobierno de Beiyang y provocó que las facciones rivales se pusieran en su contra. Su propio bando sufrió problemas internos, comenzando el enfrentamiento público inclusive con su principal protegido, Wu Peifu. Zhang Zuolin aprovechó el escándalo para denunciar a Cao y tratar de tomar la revancha de su derrota de 1922, aliándose con Sun Yatsen y Duan Qirui.
Durante la guerra contra Zhang Zuolin en octubre de 1924, Cao fue traicionado y apresado por su general Feng Yuxiang durante el golpe de Pekín. Feng ocupó Pekín y forzó a Cao a renunciar el 2 de noviembre de 1924.

## Preso y alejado del poder
Su hermano, Cao Rui, se suicidó mientras estaba bajo arresto domiciliario. Cao Kun fue liberado dos años después como gesto de buena voluntad de Feng a Wu Peifu, ante el que estaba siendo derrotado en la guerra Anti-Fengtian.
Tras el estallido de la segunda guerra sino-japonesa en julio de 1937 el general japonés al mando de la zona norte propuso convertirle en presidente de un gobierno títere con Wu Peifu como primer ministro, pero el plan se acabó desechando por la impopularidad de Cao y el precio desorbitado que este reclamó a cambio de su beneplácito. Murió en su hogar en su ciudad natal en mayo de 1938.
| Predecesor: Gao Lingwei | Presidente de la República de China 1923-1924 | Sucesor: Huang Fu |